# Miltiade le Jeune
Pour les articles homonymes, voir Miltiade.
Miltiade, en grec ancien Μιλτιάδης / Miltiadês, né vers 555 av. J.-C. et mort en 489 av. J.-C., est un stratège athénien et le tyran de Chersonèse de Thrace. Il joue un rôle essentiel dans la victoire des Athéniens à la bataille de Marathon.

## Famille
Membre de la famille des Philaïdes, sans doute originaire d'Égine, il est le fils de Cimon Coalémos (en), un célèbre promoteur de course de chars, qui fut, d'après Hérodote, tué par les fils de Pisistrate. Il est aussi le neveu de Miltiade l'Ancien, tyran de Chersonèse de Thrace. On lui connait un frère ainé, Stésagoras (it), tyran de Chersonèse vers 520-515 et un frère cadet, Isagoras, présent à son procès en 489.

### Enfants
De son épouse Hégésipyle, fille du roi Thrace Oloros, il a au moins deux enfants, Cimon et d'Elpinice, et peut être deux autres filles :
- Cimon, (né vers - 510 - décédé en 450) ;
- peut-être une fille, (née vers -510/5), épouse d'un athénien du dème de Halimonte, mère d'Oloros ;
- Elpinice, (né vers - 505/0) ;
- une fille, (née vers - 505/0) épouse de Thucydide[2].

## Biographie
Désigné comme archonte d'Athènes en 524 av. J.-C.. En 518, il est chargé par le fils de Pisistrate, Hippias, du gouvernement de la Chersonèse, où il succède à son frère Stésagoras, mort assassiné. Miltiade se rend dans son nouvel État et s'enferme dans son palais, prétendant être affligé de la mort de son frère. Les principaux notables de la province s'étant rendu à son chevet pour prendre part à sa douleur, Miltiade les capture et les met en prison. Il épouse ensuite Hégésipyle, fille d’Olorus, roi de Thrace.

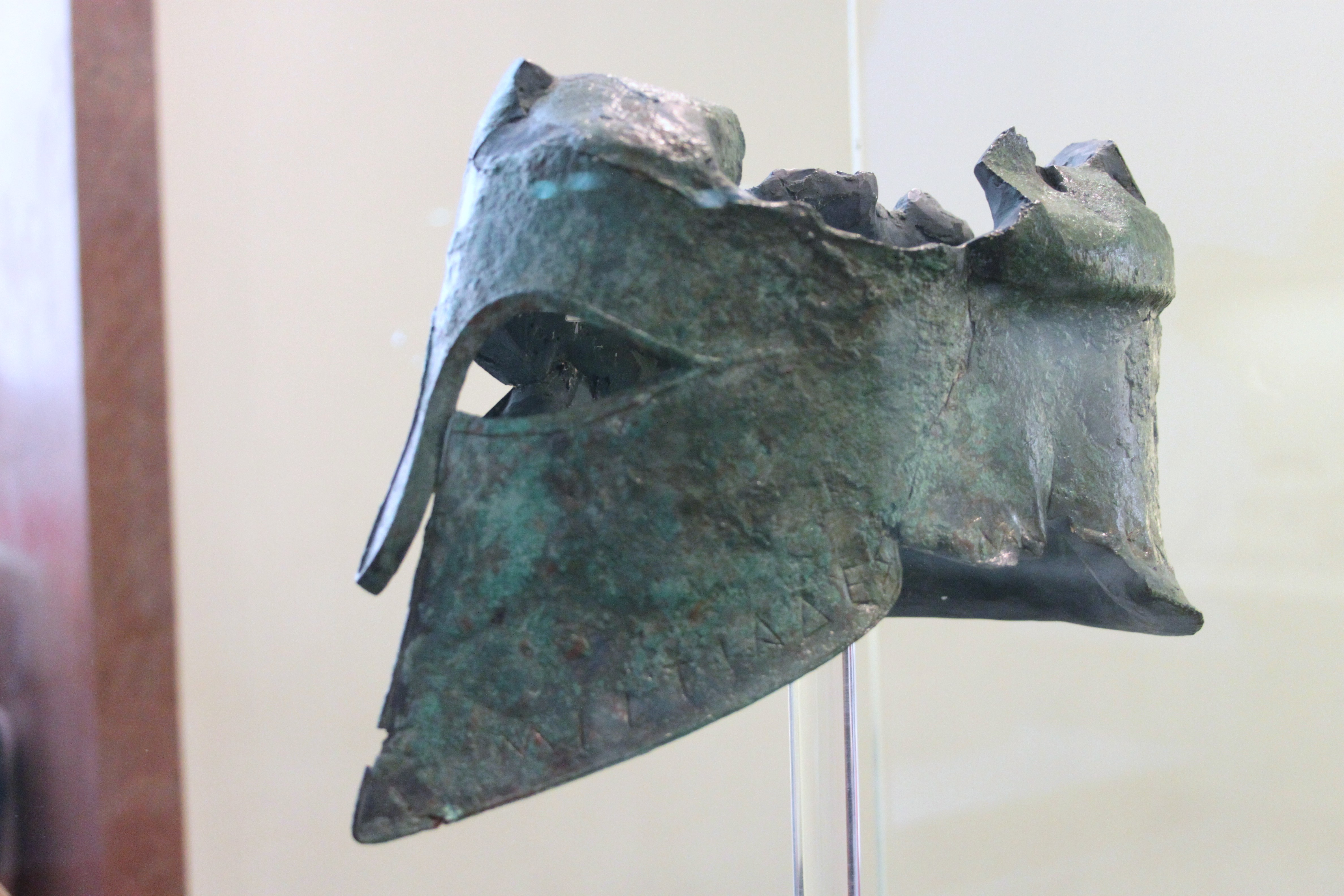
Le « casque de Miltiade », musée archéologique d'Olympie.

En 513, le roi de Perse Darius Ier, à la tête d'une grande armée, se rend maître de la Thrace et fait de Miltiade l'un de ses vassaux. Miltiade accompagne ensuite le Grand Roi dans sa campagne contre les Scythes. Il est laissé à la garde du pont sur le Danube avec les autres Grecs. Darius ne s'étant pas présenté au jour fixé, il propose aux Scythes et aux Ioniens de brûler le pont et d'abandonner le Grand Roi à son sort, mais les Ioniens refusent.
En 499, profitant de la révolte de l'Ionie, il s'empare de Lemnos et d'Imbros. Cependant sa position devient rapidement intenable et il doit s'enfuir à Athènes, échappant de peu à la flotte perse. Il est aussitôt accusé d'avoir exercé la tyrannie en Chersonèse, mais il est acquitté, signe de l'influence déclinante des Alcméonides et des Pisistratides, ses adversaires. 
Devenu l'un des dirigeants du parti oligarchique, avec le soutien d'Aristide le Juste, il est élu stratège et exerce une influence déterminante sur ses neuf collègues. À l'ecclésia il fait adopter un décret stipulant que le corps des hoplites s'avancerait au-devant des Perses et qu'un messager irait demander l'aide des Spartiates. Selon l'historien Pausanias, c'est sur les conseils de Miltiade que les émissaires perses venus à Athènes pour demander « la terre et l'eau » sont mis à mort.

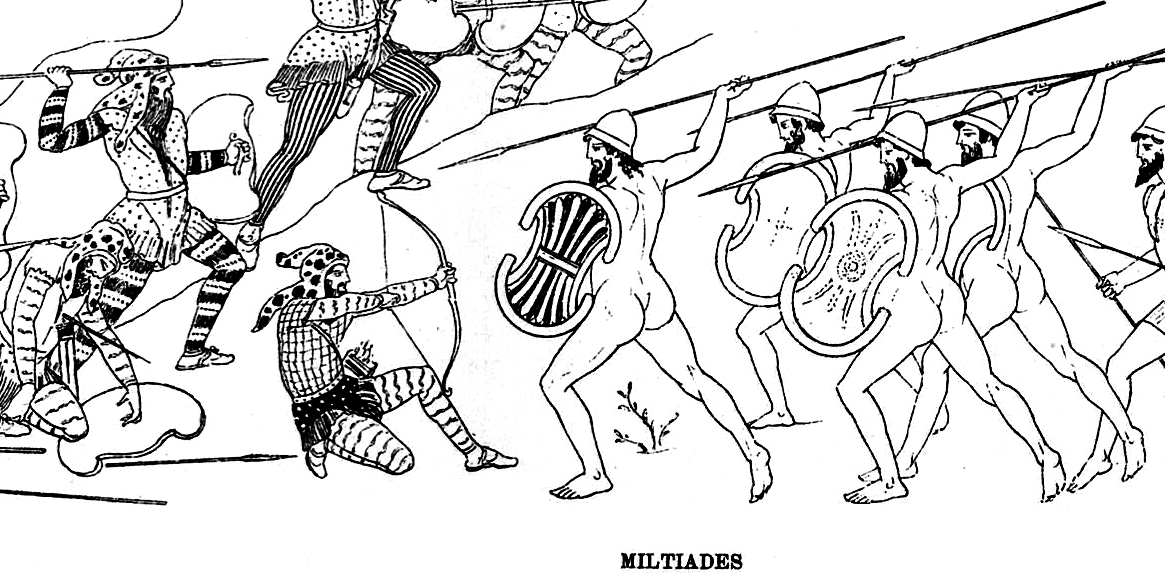
Miltiade combattant les Perses à la bataille de Marathon. Stoa Poikilè (reconstitution).

Il est l'un des dix généraux qui commandent l'armée athénienne lors de la bataille de Marathon en 490. Selon Hérodote, c'est lui qui détermine Callimaque à attaquer les Perses avant l'arrivée des renforts spartiates, contribuant ainsi à la victoire finale.
Profitant du prestige gagné à Marathon, il lance une expédition contre Páros, dans le but, peut-être, d'ébranler la domination perse dans les Cyclades, ou bien de s'emparer des richesses de Thasos, la colonie de Paros. Quoi qu'il en soit, il est blessé devant la cité en 489. Ses adversaires démocrates, en particulier Xanthippe, le père de Périclès, trouvent là un prétexte pour l'accuser de trahison. Il est vrai que les Athéniens lui ont confié une flotte de 70 trières sans qu'il dévoile son projet d'attaquer Paros. Après un procès inique, il est condamné à une lourde amende de cinquante talents et, incapable de payer, il meurt en prison de la gangrène en 489. Cette version est contestée par Hérodote. Platon, dramatisant ce procès, rapporte dans son Gorgias que Miltiade a été condamné à être précipité au Barathre, mais, épargné grâce à l'intervention du premier prytane, il fut seulement emprisonné.

## Dans la culture
- Miltiade à Marathon, opéra de Jean-Baptiste Moyne, livret de Nicolas-François Guillard, le 5 novembre 1793 à l’Opéra de Paris.

### Sources
- Hérodote, Histoires.
- Cornélius Nepos, Vies des grands capitaines, Miltiade. [lire sur Wikisource].